# منتزه تاي الوطني
يُشكّل هذا المنتزه أحد آخر مخلّفات الغابة الاستوائية الأوليّة المهمّة في إفريقيا الغربيّة. ولأصنافه النباتيّة الغنيّة والثديية المهددة مثل فرس النهر القزمة وأحد عشر صنفاً من القردة أهميّةً علميّةً كبيرةً.

## معرض الصور

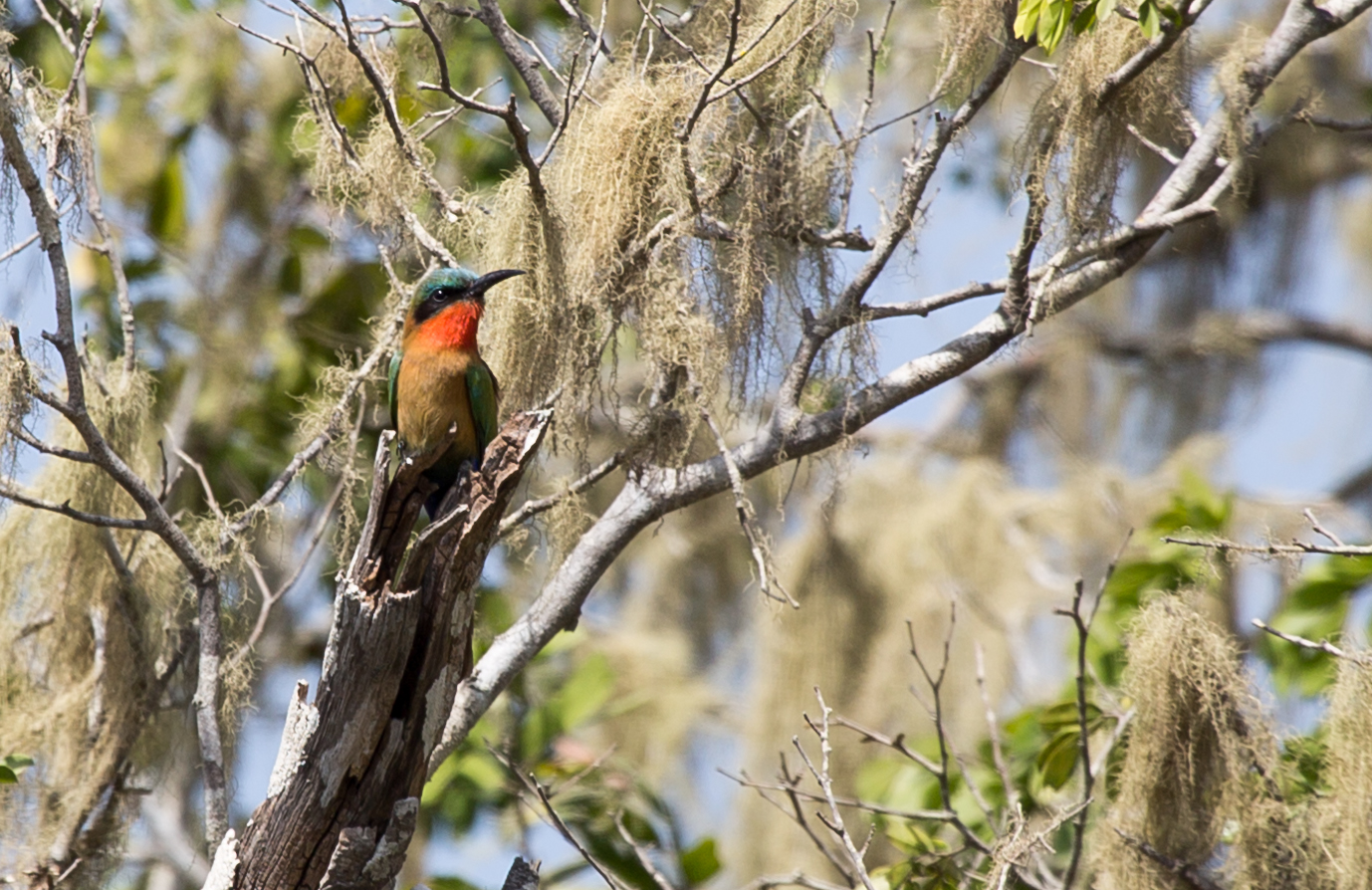
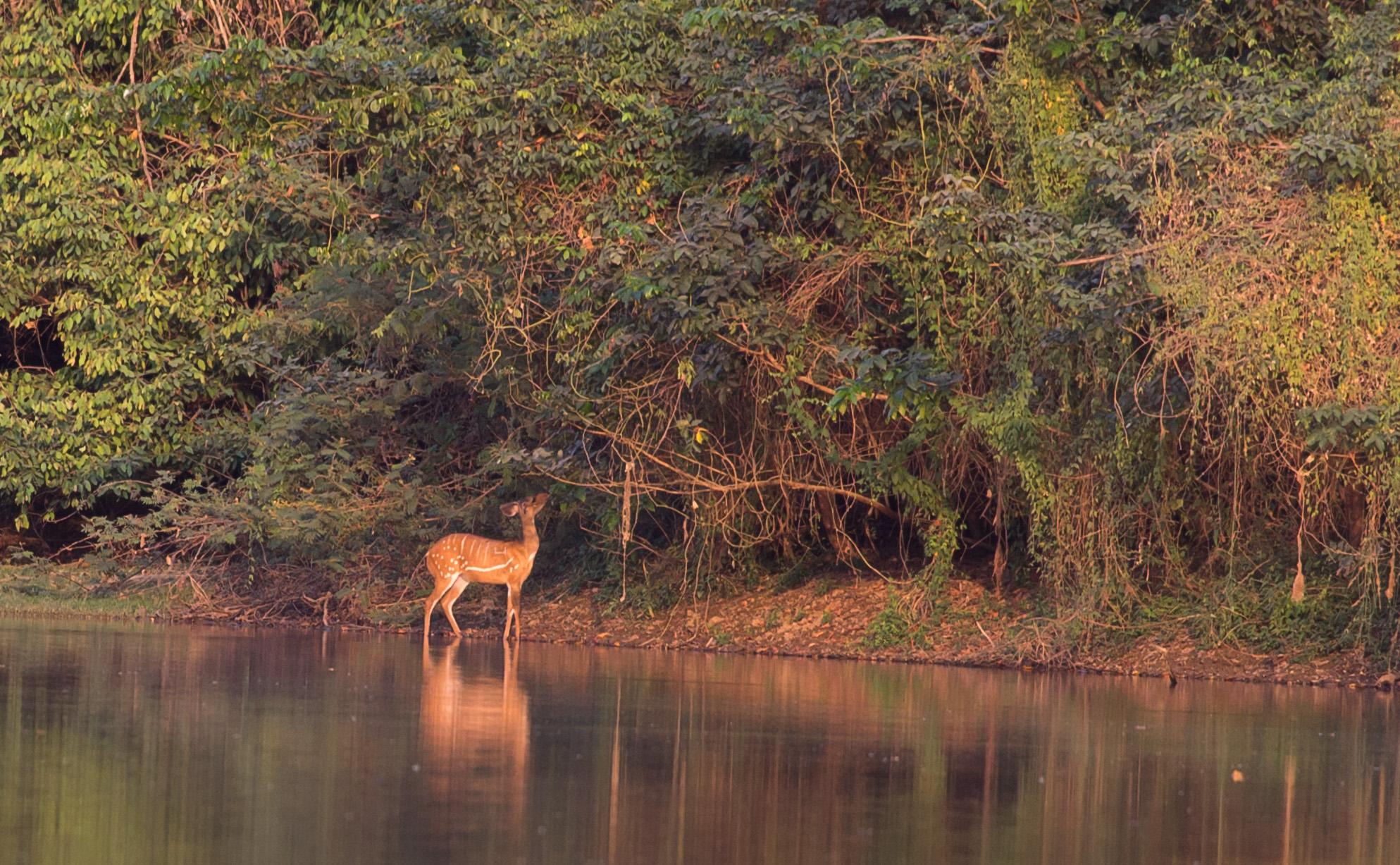
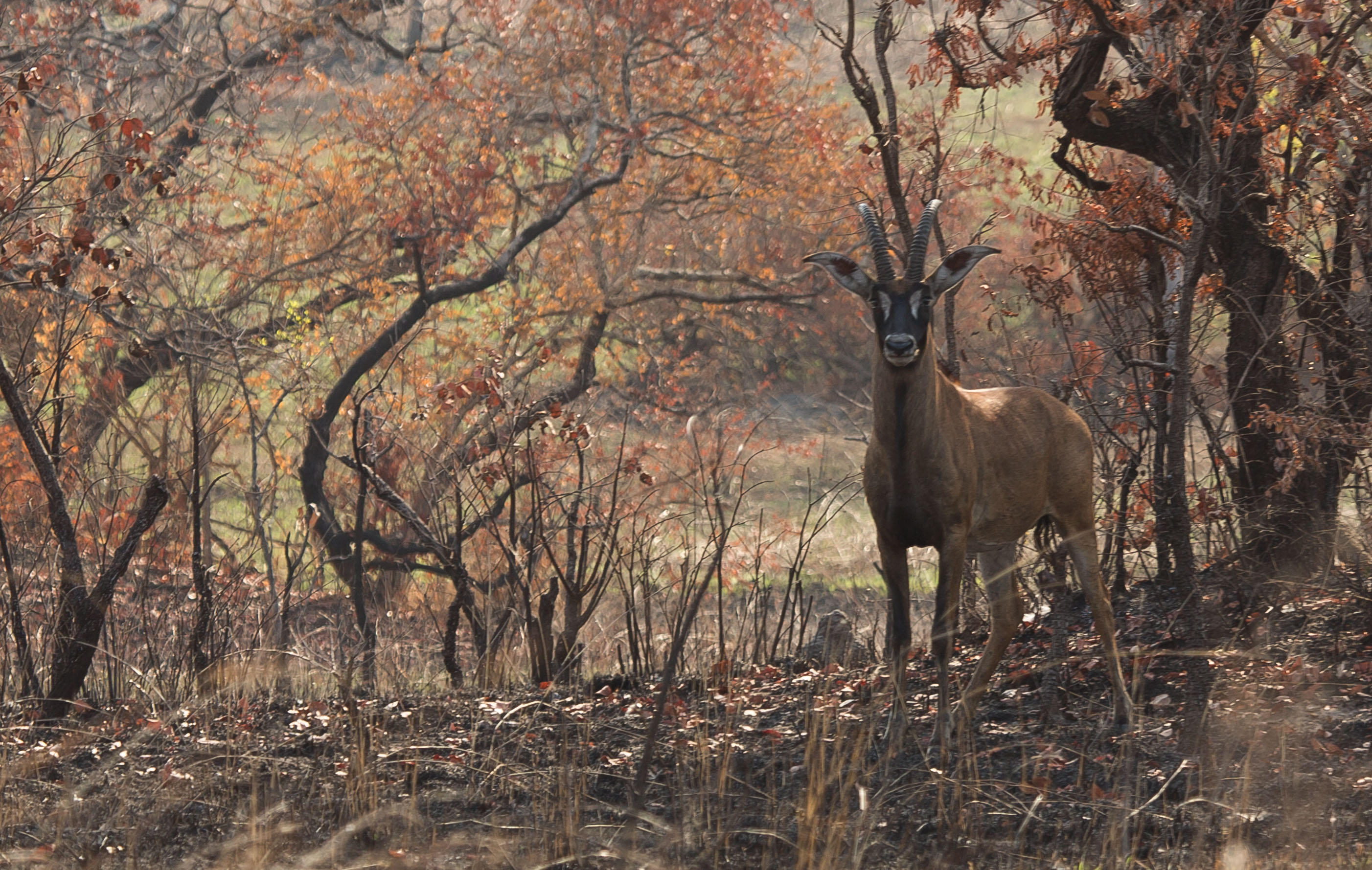
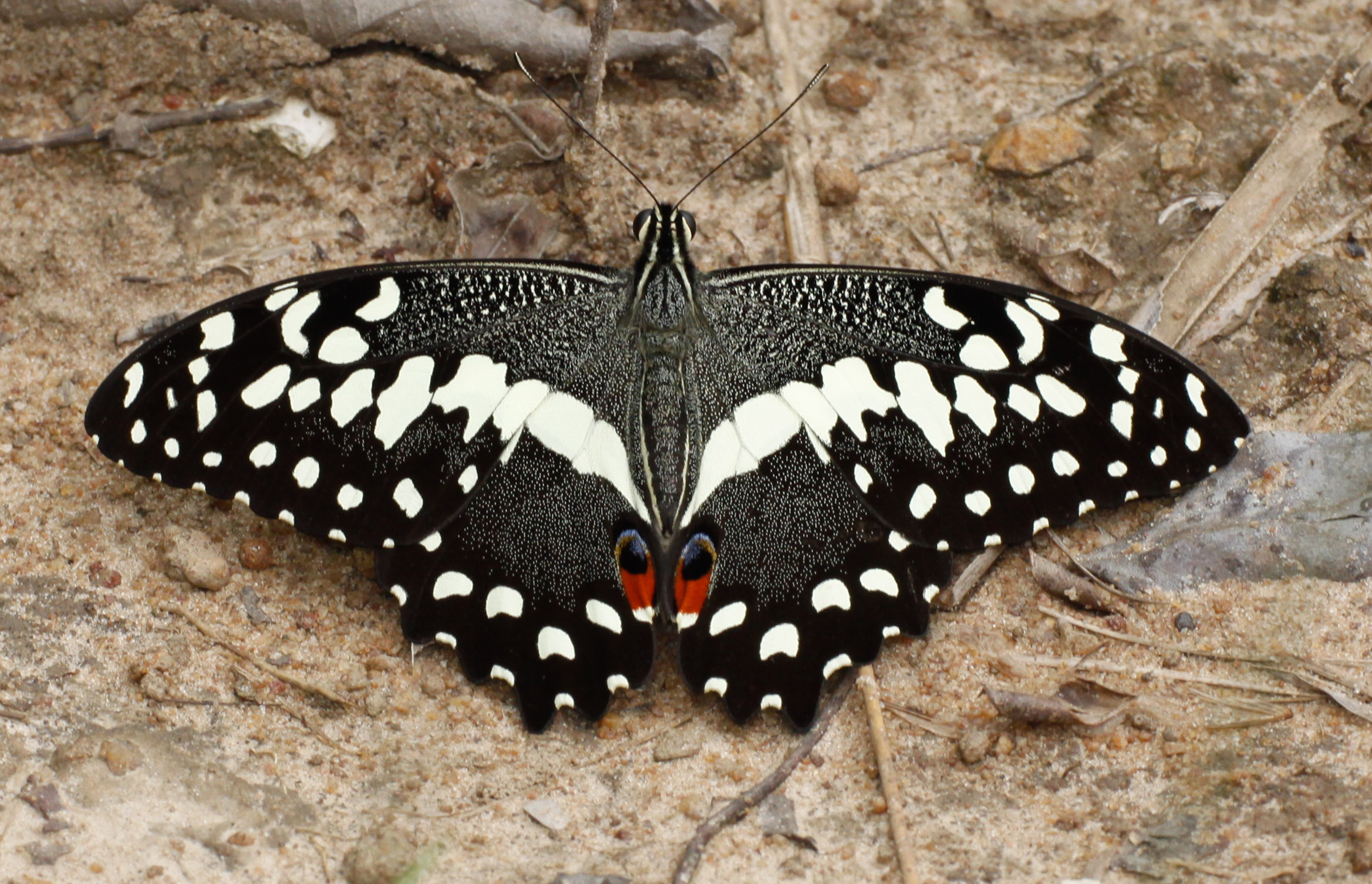
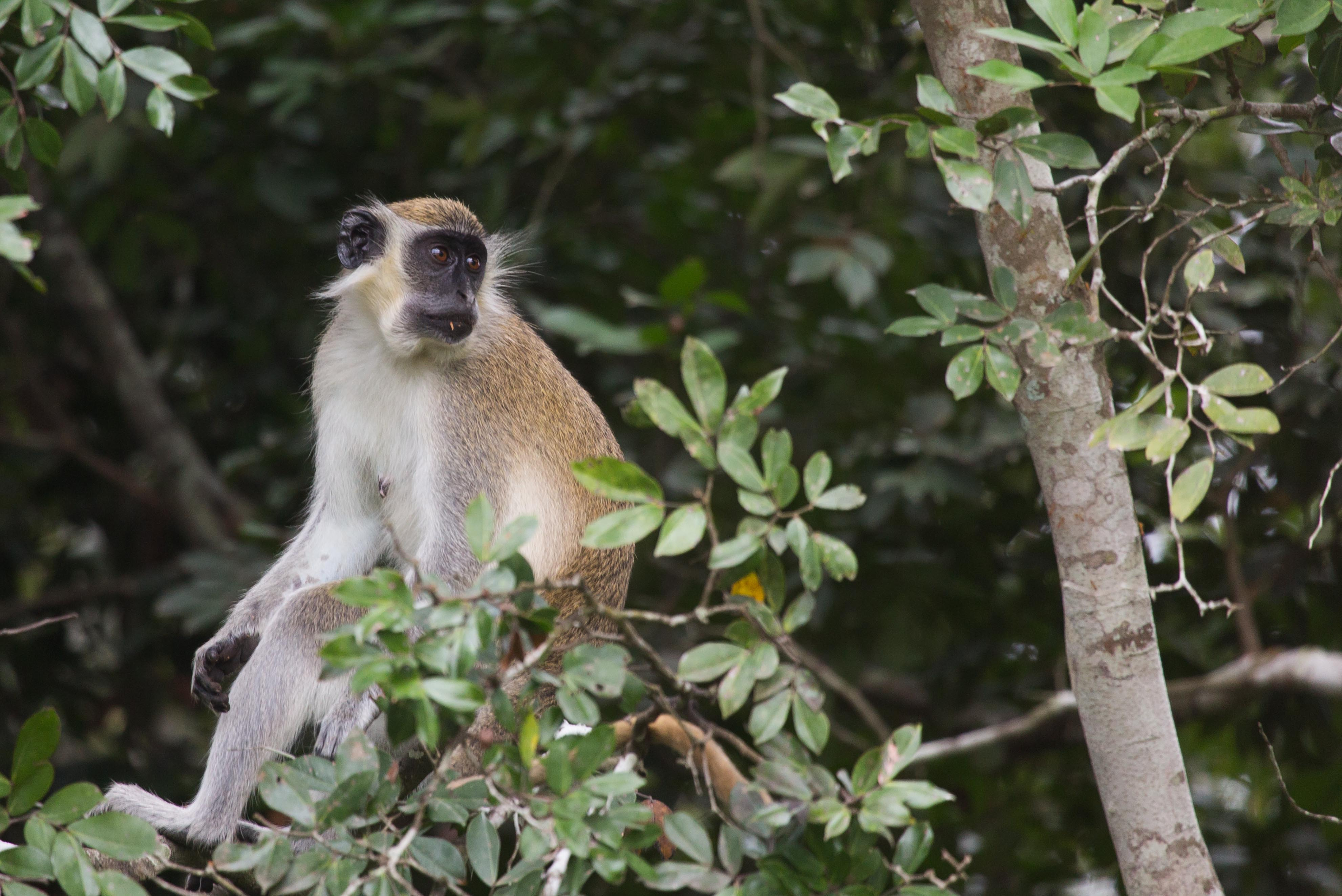
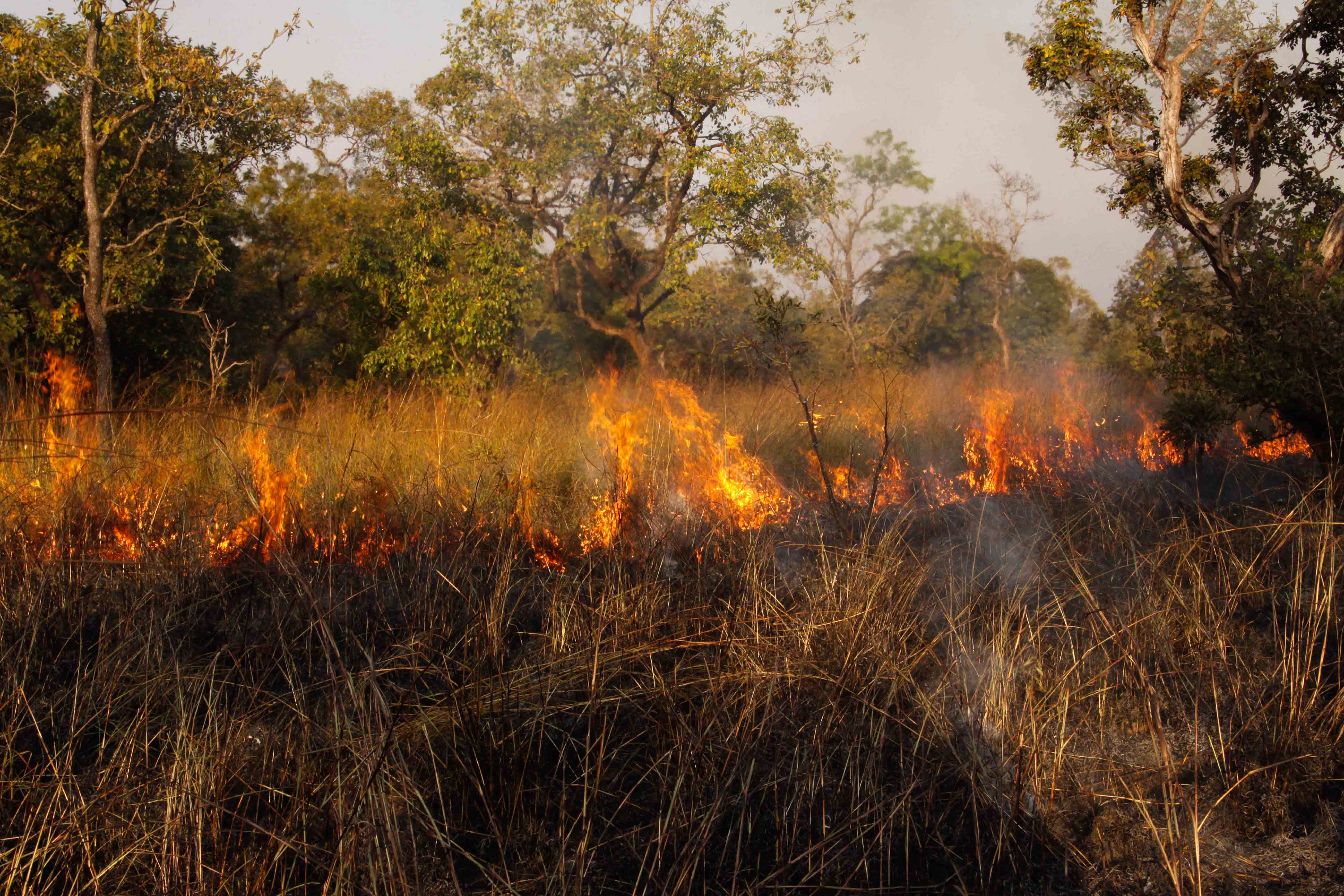
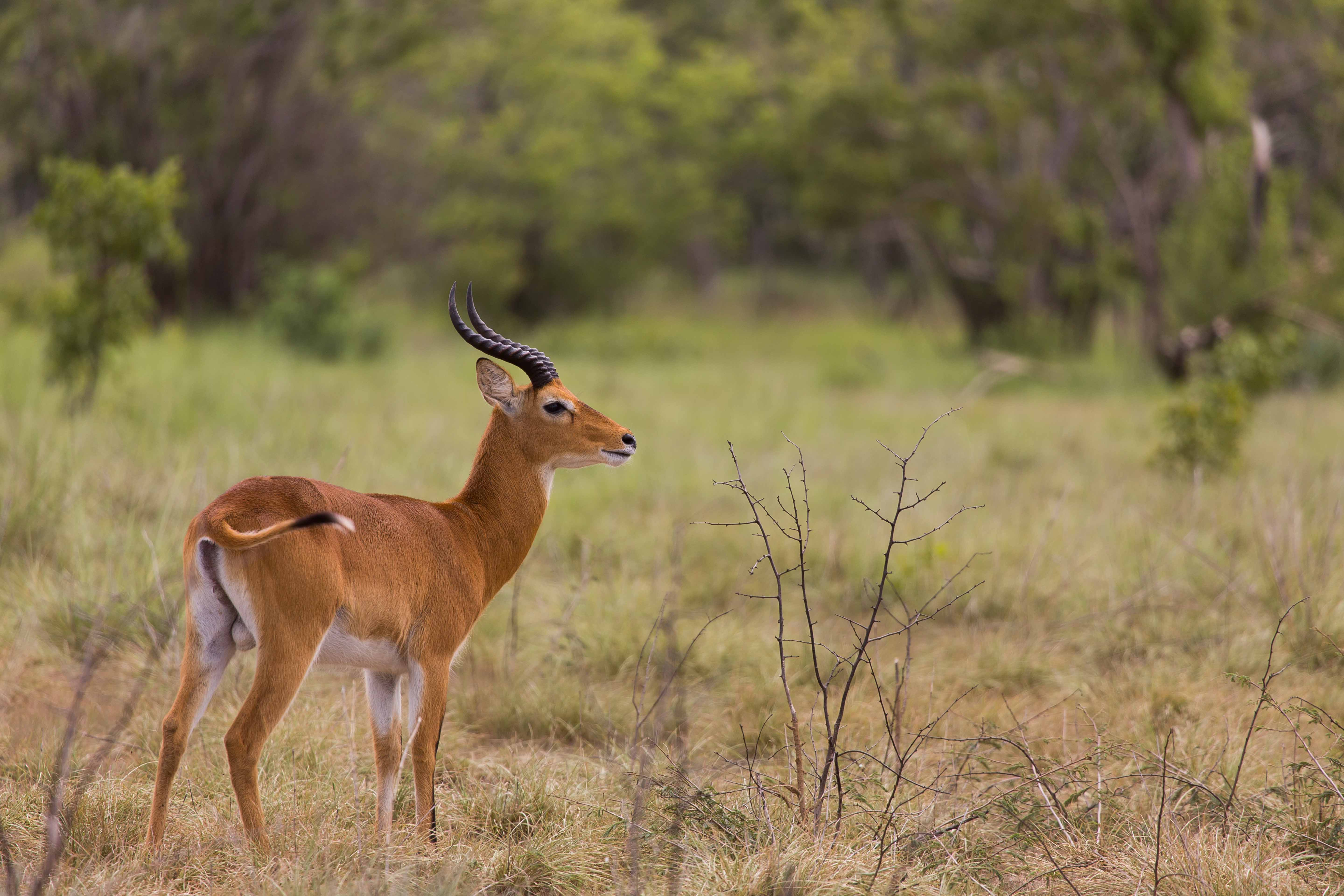

## الروابط الخارجية
- (باللغة الفرنسية) بارك تاي الوطني  الموقع الرسمي
- (باللغة الإنجليزية) تاي الحديقة الوطنية (اليونسكو)
- (باللغة الإنجليزية) محمية المحيط الحيوي تاي (اليونسكو)